# Чепець Джульєтти

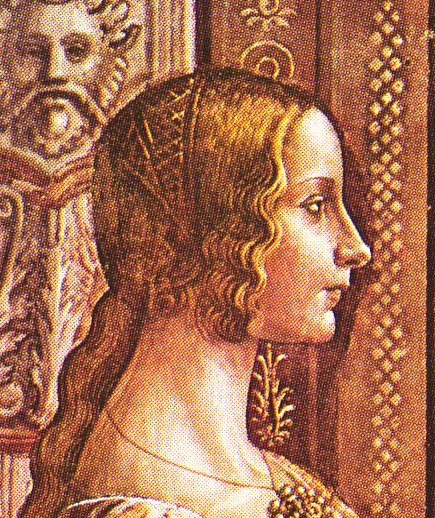
Фреска юної Людовики Торнабуоні, кінець 1480-х років. Еластичне перехрещення між більш жорсткими смугами, що йдуть від вуха до вуха

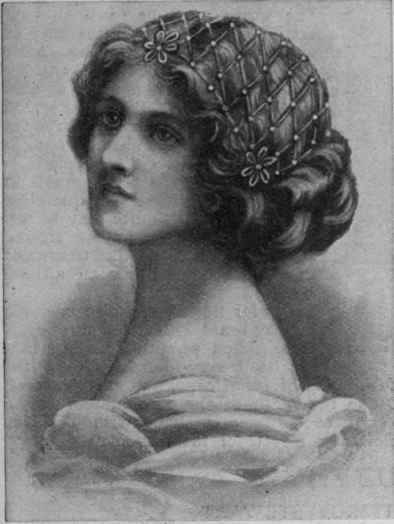
«Красивий і легко зшитий чепець Джульєтти з вузькою золотою тасьмою і художньо розфарбованими намистинами» з Енциклопедії кожної жінки, 1910 рік."

Чепець Джульєтти — це невелика ажурна в'язана гачком або сітчаста шапочка, часто прикрашена перлами, намистом або коштовностями і яка в основному носиться з вечірніми сукнями або як весільний одяг. Названа на честь героїні Шекспіра «Ромео і Джульєтта», яку іноді зображують у подібному головному уборі.
У статті в Енциклопедії кожної жінки (Лондон, 1910 г.) говорилося:
| Для вечірнього вбрання фаворитом і прикрасою для волосся є чепець, зроблений за зразком того, яку носить нещасна героїня всесвітньо відомої історії кохання. Чепці Джульєтти займають своє місце в міру того, як мода приходить та йде, і, незважаючи на дещо дорогі дрібниці, які треба купити, вони можуть бути створені майстерними і вмілими пальцями по дуже невеликій ціні й адаптовані до індивідуального стилю[2]. Оригінальний текст (англ.) For evening wear a favourite and becoming adornment for the hair is a cap made after the fashion of that worn by the hapless heroine of the world's best known love story. Juliet caps hold their place as fashions come and go, and, although somewhat expensive trifles to buy may be made up by artistic and clever fingers at very little cost, and shaped to suit individual styles[2]. |